# Linden (Markt Erlbach)

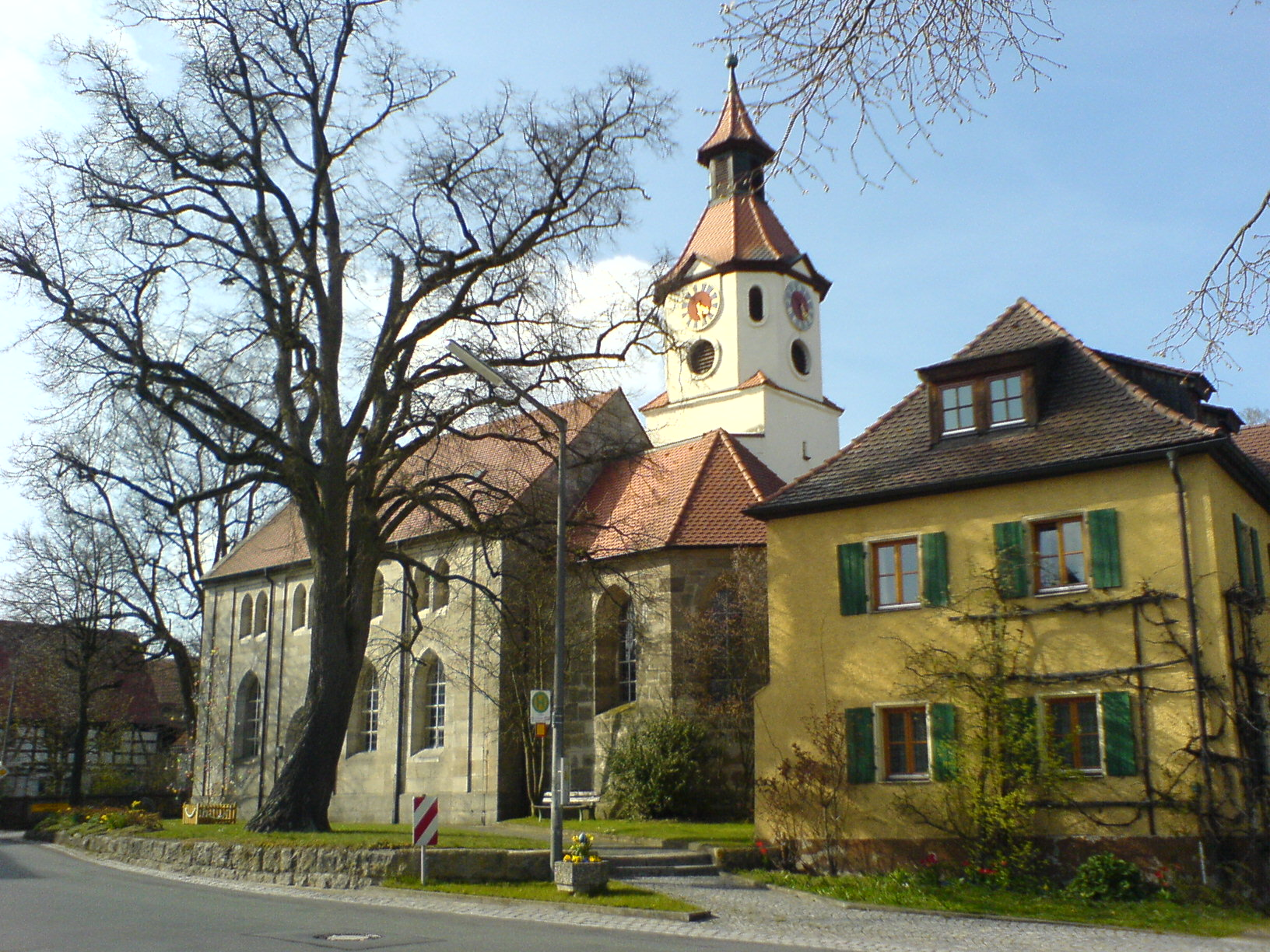
Die St. Leonhardskirche

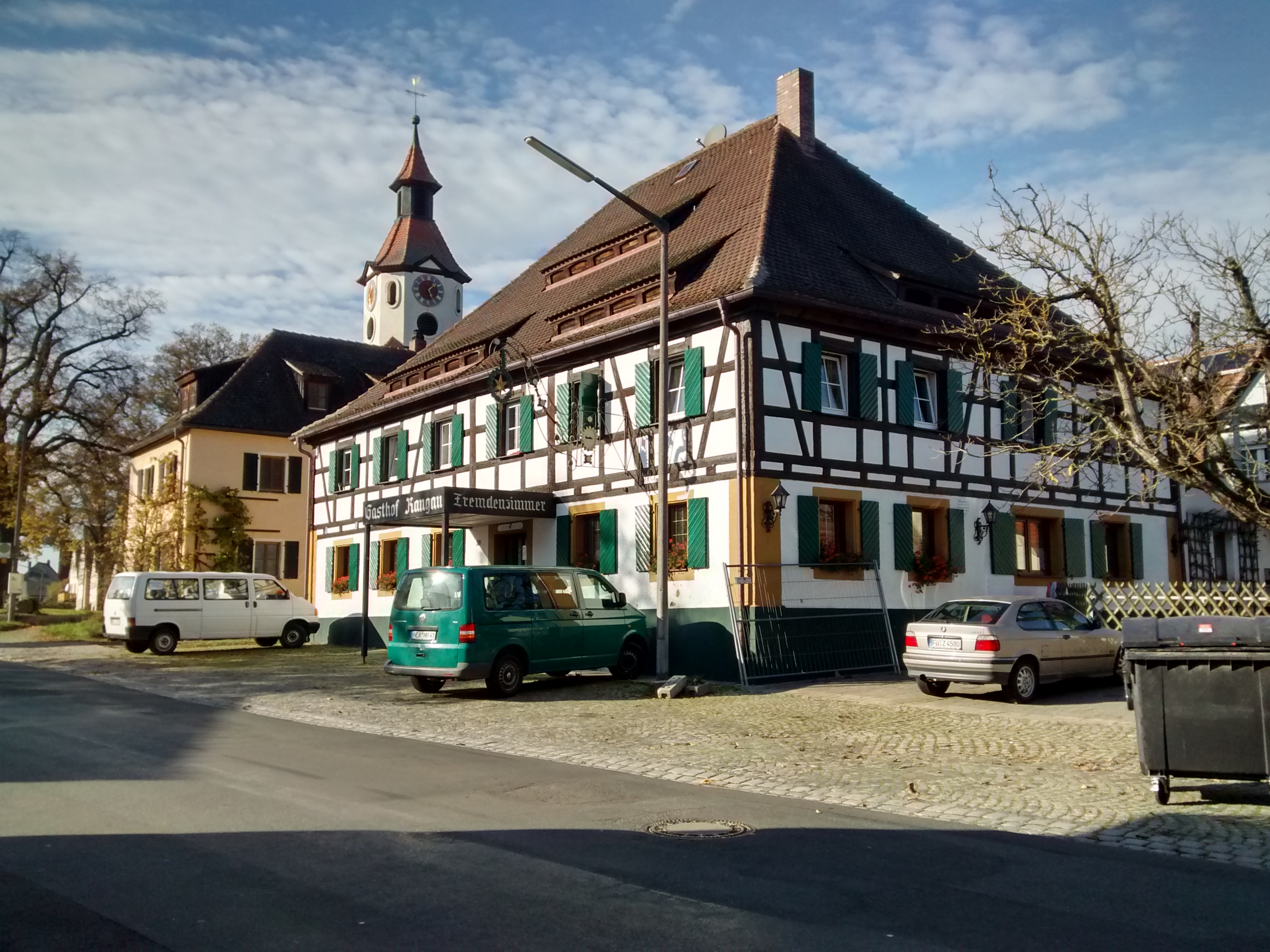
Gasthof Rangau

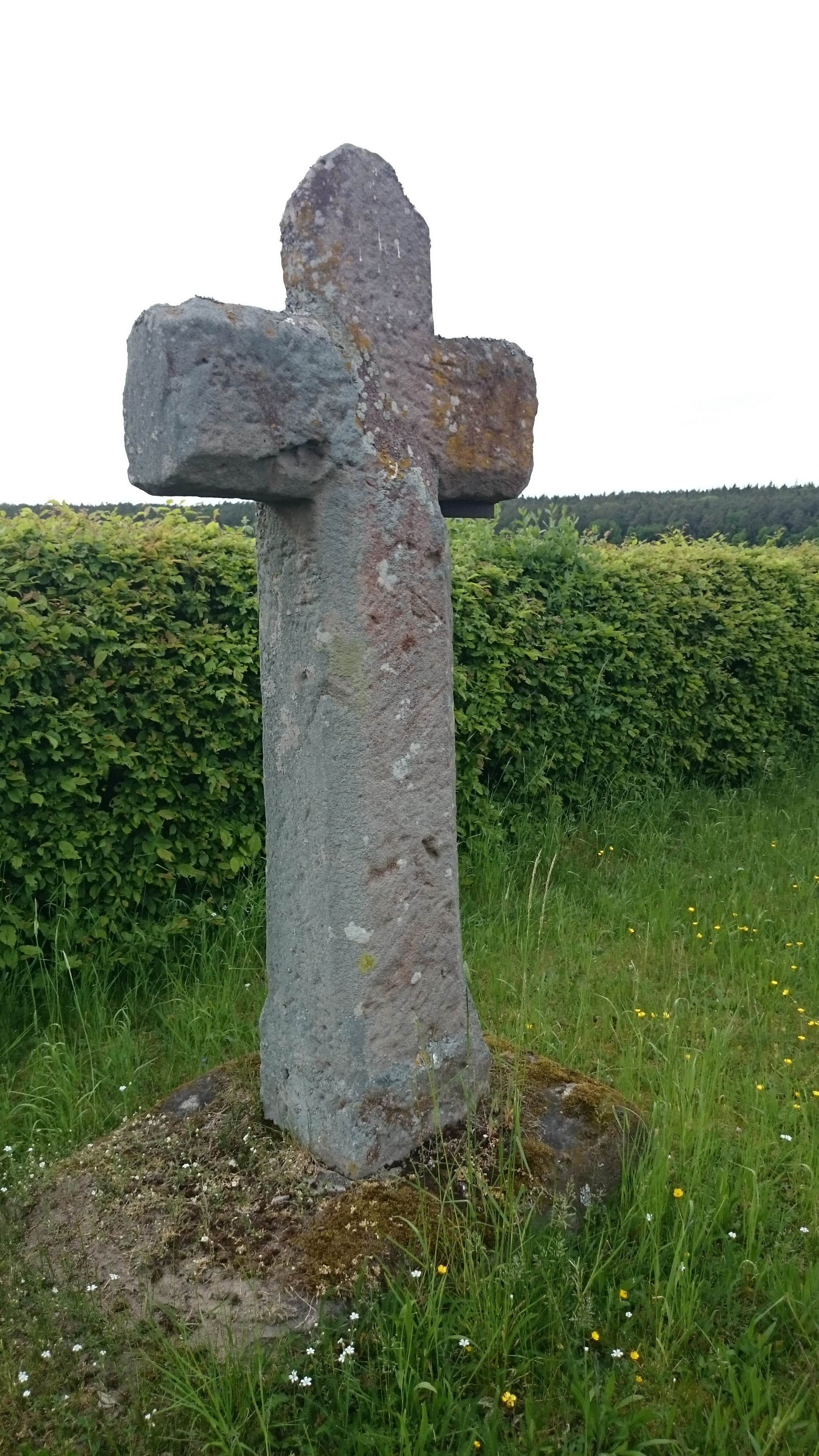
Steinkreuz

Linden ([ˈlɪndn̩] ⓘ) ist ein Gemeindeteil des Marktes Markt Erlbach im Landkreis Neustadt an der Aisch-Bad Windsheim (Mittelfranken, Bayern). Die Gemarkung Linden hat eine Fläche von 6,041 km². Sie ist in 742 Flurstücke aufgeteilt, die eine durchschnittliche Fläche von 8141,07 m² haben.

## Geographie
Das Pfarrdorf liegt im Osten des Naturparks Frankenhöhe umgeben von Wiesen und Wäldern. Einen Kilometer nördlich von Linden entspringt die Mittlere Aurach. Die Staatsstraße 2252 führt am Haaghof vorbei nach Mailheim (7 km westlich) bzw. nach Markt Erlbach (4,7 km östlich). Die Kreisstraße NEA 24 führt nach Klausaurach (1,6 km nordöstlich). Eine Gemeindeverbindungsstraße führt zum Waldhaus (1,7 km südwestlich).

## Geschichte
Urkundlich wurde der Ort zwar erst 1226 erwähnt, aber er war schon lange vorher besiedelt. Wie der Name Linden besagt, handelt es sich um eine Rodungssiedlung in den damals riesigen Wäldern des Rangaus. Erste Lehnsherren waren die Bischöfe von Würzburg; 1278 kam der Ort unter das Patronat des Klosters Heilsbronn, an das der Zehnt (Getreide- und Blutzehnt) abgeliefert werden musste.
Südlich von Linden stand früher ein Schloss. In alten Urkunden werden zwei Herren von Linden erwähnt. Es muss aber bereits zu Anfang des 16. Jahrhunderts zerstört worden sein, also noch vor dem Bauernkrieg. Linden soll auch eine Gerichtsstätte gewesen sein, denn die fränkischen Gaugrafengerichte fanden traditionell unter einer Linde statt. Alte Steinkreuze und der Flurname Galgenäcker scheinen dies zu bestätigen. An der vermuteten Freistätte steht noch ein Kreuzstein aus der Franzosenzeit; auf diesem konnte man einen Handschuh und ein Schwert erkennen.
Im  Jahre 1525 brach in vielen Teilen Deutschlands der Bauernkrieg aus. Die geschundenen Bauern standen gegen die Obrigkeit auf. Auch Bauern aus Linden schlugen sich zum Aischgründer Bauernhaufen. Sie wurden von den gut ausgerüsteten Truppen des Markgrafen Casimir in der Nähe von Ipsheim vernichtend geschlagen. Linden musste 30 Gulden Strafe zahlen.
Entsprechend dem Mandat des Markgrafen Kasimir von 1527 nahm der Pfarrer von Linden, Hermann N., um 1528 die neue Kirchenordnung der Reformation an, wollte allerdings die kirchlichen Bräuche durchführen wie bisher.
Da die Kirchenbücher, von denen das erste noch Brandspuren trägt, bis ins Jahr 1567 zurückgehen, kann man aus dieser Zeit noch bemerkenswerte Tatsachen berichten. So gab es vor 1600 im Dorf 1 Bäcker, 1 Bader, 10 Bauern, 1 Gasthof mit Ausspannung, 1 Metzger, 1 Pulversieder (Pottasche für das Waschen), 1 Schmied, 1 Schneider, 1 Schulmeister, mehrere Hirten für Schafe, Kühe und Schweine, 1 Wagner und 1 Weber. Bei insgesamt 270 Einwohnern war man also für alle Bedürfnisse gerüstet. Von den damaligen Familiennamen ist aber heute kein einziger mehr erhalten; denn bereits im Jahre 1600 starben 58 Menschen an der Pest – also fast ein Viertel der damaligen Bevölkerung.
Der Rest ging im Dreißigjährigen Krieg unter, denn verwilderte Soldatesken sowohl der Kaiserlichen wie auch der Schweden hausten fürchterlich und richteten großes Unheil an. 1642 war der ganze Flecken öde; 17 Anwesen waren abgebrannt. Nur hier und da war noch eines bewohnt. Die Witwe des Pfarrers verkaufte die Ziegel des Pfarrhauses. Später brannte das ganze Haus ab. „Der Zimmermann Schmitt von Ketteldorf hat dem Schmied zu Linden sein Haus aufgebaut und seine Gesellen in die etwas reparierte untere Stube des Pfarrhauses einlogiert. Dann sind die Gesellen ins Wirtshaus gegangen und haben auf dem Ofen Späne liegen gelassen.“
Erst 1672 war ungefähr die Hälfte der vorigen Bewohnerzahl wieder erreicht. Nun tauchen auch viele neue Namen auf; vor allem durch evangelische Exulanten aus Österreich, deren Namen mit der Endung „-er“ noch heute anzutreffen sind. Auch heißt eine Abteilung im Schußbachwald der Salzburger Schlag.
1899 bekam Linden eine Posthilfsstelle; sie wurde später zur Agentur erweitert und erhielt 1901 das erste Telefon. 1902 wurde das alte Schulhaus neben der Kirche durch das jetzige ersetzt. 1913 flammten die ersten elektrischen Birnen auf und 1922 sah man die letzte Postkutsche durchfahren. Zu dieser Zeit wurde die Schule zweiklassig und unterrichtete 58 Kinder. Nach dem Zweiten Weltkrieg kamen etwa 130 Flüchtlinge aus Schlesien und dem Sudetenland nach Linden, von denen aber die meisten wieder abgewandert sind.
1941 wurde die Brauerei des Ortes geschlossen.
Da Linden sehr unter Wassermangel zu leiden hatte, fasste man sieben Quellen im Aurachgrund und leitete sie in einen 16 Meter hohen Wasserturm. Dieser wurde auf der höchsten Erhebung des Altlandkreises Neustadt/Aisch nahe Linden errichtet. Mit dem Bau wurde 1952 unter der Führung von Bürgermeister Hans Staudinger (Bürgermeister von 1949 bis 1972) begonnen. Sämtliche Arbeiten wurden als Hand- und Spanndienste durchgeführt. Bei der Verlegung der 3.400 Meter langen Rohrleitungen kam kein Bagger zum Einsatz. Über 38.000 Arbeitsstunden sind von den Einwohnern verrichtet worden. Das Projekt – dessen Kosten sich auf 210.000 DM beliefen – konnte auf Grund der Arbeitsfreude der Bevölkerung unter dem Kostenvoranschlag bleiben. Am 20. September 1953 wurde die Anlage mit einem Fest der gesamten Bevölkerung eingeweiht.

### Baudenkmäler
In Linden gibt es 15 Baudenkmäler:
- Pfarrkirche St. Leonhard
- Pfarrhaus
- ehemaliges Forsthaus
- Gasthaus Rangau
- Gasthaus zur weißen Taube
- diverse Wohnhäuser
- Grenzstein, Bildstock, Steinkreuz

### Einwohnerentwicklung
Gemeinde Linden
| Jahr      | 1818   | 1840   | 1852   | 1855   | 1861   | 1867   | 1871   | 1875   | 1880   | 1885   | 1890   | 1895   | 1900   | 1905   | 1910   | 1919   | 1925   | 1933   | 1939   | 1946   | 1950   | 1952   | 1961   | 1970   |
| Einwohner | 355    | 436    | 453    | 447    | 437    | 417    | 449    | 446    | 467    | 473    | 419    | 433    | 406    | 395    | 395    | 373    | 382    | 356    | 332    | 491    | 474    | 418    | 362    | 366    |
| Häuser    | 50     | 64     |        |        |        |        | 72     |        |        | 84     | 82     |        | 82     |        |        |        | 80     |        |        |        | 79     |        | 80     |        |
| Quelle    | [ 10 ] | [ 11 ] | [ 12 ] | [ 12 ] | [ 13 ] | [ 14 ] | [ 15 ] | [ 16 ] | [ 17 ] | [ 18 ] | [ 19 ] | [ 12 ] | [ 20 ] | [ 12 ] | [ 21 ] | [ 12 ] | [ 22 ] | [ 12 ] | [ 12 ] | [ 12 ] | [ 23 ] | [ 12 ] | [ 24 ] | [ 25 ] |

Ort Linden
| Jahr      | 001818 | 001840 | 001861 | 001871 | 001885 | 001900 | 001925 | 001950 | 001961 | 001970 | 001987 | 002017 | 002023 |
| Einwohner | 355    | 436    | 437    | 438    | 466    | 401    | 379    | 471    | 359    | 315    | 356    | 421 *  | 401 *  |
| Häuser    | 50     | 64     |        |        | 83     | 81     | 79     | 78     | 79     |        | 105    |        |        |
| Quelle    | [ 10 ] | [ 11 ] | [ 13 ] | [ 15 ] | [ 18 ] | [ 20 ] | [ 22 ] | [ 23 ] | [ 24 ] | [ 25 ] | [ 26 ] |        | [ 2 ]  |

## Verwaltung
Gegen Ende des 18. Jahrhunderts gab es in Linden 36 Anwesen (1 Hof, 7 Halbhöfe, 10 Güter, 1 Wirtshaus, 1 Schmiede, 1 Badstube, 14 Häuser, 1 Hirtenhaus). Das Hochgericht übte das brandenburg-bayreuthische Stadtvogteiamt Markt Erlbach aus. Die Dorf- und Gemeindeherrschaft und die Grundherrschaft über alle Anwesen hatte das Kastenamt Neuhof.
Von 1797 bis 1810 unterstand der Ort dem Justizamt Markt Erlbach und Kammeramt Neuhof. Im Jahre 1810 kam Linden an das Königreich Bayern. Im Rahmen des Gemeindeedikts wurde 1811 der Steuerdistrikt Linden gebildet, zu dem Altselingsbach, Buchen, Haaghof, Hagenhofen, Hohenroth, Jobstgreuth, Klausaurach, Mettelaurach, Morbach, Oberulsenbach, Pilsenmühle, Röschenmühle und Wilhelmsgreuth gehörten. 1813 entstand die Ruralgemeinde Linden, zu der Klausaurach gehörte. Sie war in Verwaltung und Gerichtsbarkeit dem Landgericht Markt Erlbach zugeordnet und in der Finanzverwaltung dem Rentamt Ipsheim. Mit dem Zweiten Gemeindeedikt (1818) bildete Klausaurach eine eigene Gemeinde. 1862 wurde auf dem Gemeindegebiet das Waldhaus errichtet. Ab 1862 gehörte Linden zum Bezirksamt Neustadt an der Aisch (1939 in Landkreis Neustadt an der Aisch umbenannt) und ab 1856 zum Rentamt Markt Erlbach (1919–1929: Finanzamt Markt Erlbach, 1929–1972: Finanzamt Fürth, seit 1972: Finanzamt Uffenheim). Die Gerichtsbarkeit blieb beim Landgericht Markt Erlbach (1879 in Amtsgericht Markt Erlbach umbenannt), von 1959 bis 1972 war das Amtsgericht Fürth zuständig, seitdem ist es das Amtsgericht Neustadt an der Aisch. Die Gemeinde hatte 1964 eine Gebietsfläche von 6,055 km².
Am 1. Januar 1970 wurde Rimbach von der aufgelösten Gemeinde Oberroßbach
nach Linden umgemeindet. Am 1. Januar 1978 wurde die Gemeinde Linden im Zuge der Gebietsreform in Bayern nach Markt Erlbach eingemeindet. Zu dieser Zeit war Heinrich Zeller Bürgermeister (seit 1972) und Willy Zepf 2. Bürgermeister. Der Gemeinderat setzte sich aus Hans Engelhardt, Hans Göß, Leonhard Rummel, Richard Hegendörfer, Georg Hopengart, Siegfried Roderus und Hans Probst zusammen.

## Wanderwege
Durch Linden verlaufen die Fernwanderwege Deutschherrenweg und Grünes Schlüsselloch.

## Religion
Der Ort ist seit der Reformation evangelisch-lutherisch geprägt und Sitz der Pfarrei St. Leonhard. Die Katholiken gehören zur Kirchengemeinde Maria Namen (Markt Erlbach), die ursprünglich eine Filiale von St. Michael (Wilhermsdorf) war und seit 2019 eine Filiale von St. Johannis Enthauptung (Neustadt an der Aisch) ist.

## Persönlichkeiten
- Friedrich Wilhelm Oetter (1754–1824), evangelischer Theologe und Lokalhistoriker, wurde hier geboren
- Georg Eberlein (1819–1884), Baumeister und Maler
- Johann Georg Eberlein (1858–1918), Neffe von Georg Eberlein, Architekt in Köln
- Martin Wittenberg (1911–2001), Pfarrer in Linden von 1942 bis zu seiner Einberufung zum Militärdienst